# Fältmalörtsmätare
Fältmalörtsmätare, Narraga fasciolaria är en fjärilsart som beskrevs av Johann Siegfried Hufnagel 1767. Fältmalörtsmätare ingår i släktet Narraga och familjen mätare, Geometridae. I Sverige är arten ytterst tillfällig. De enda registrerade fynden är från två platser i Skåne under 2013. Två underarter finns listade i Catalogue of Life, Narraga fasciolaria danubialis Moucha & Povolny, 1957 och Narraga fasciolaria fumipennis Prout, 1915.

## Bildgalleri

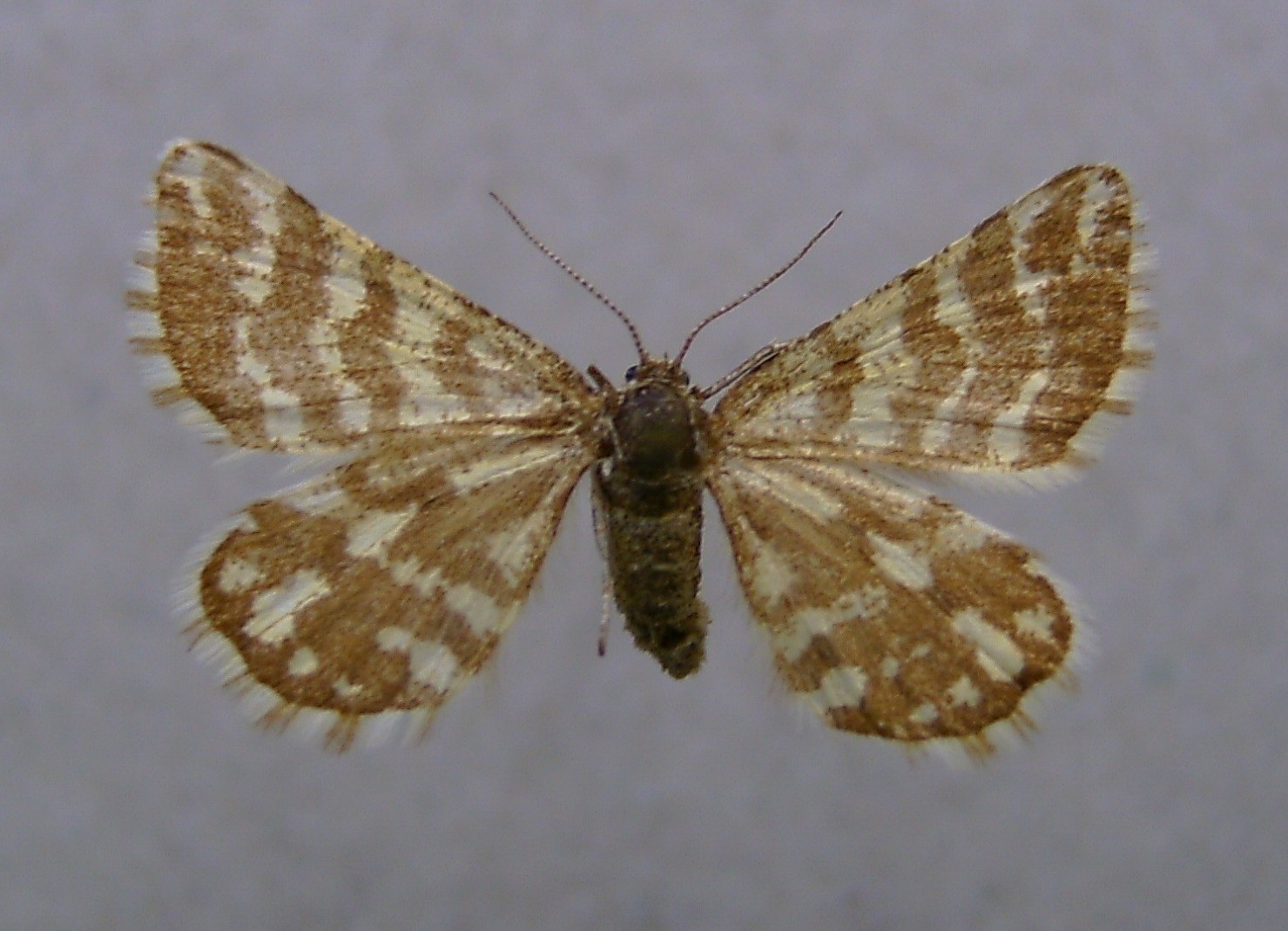
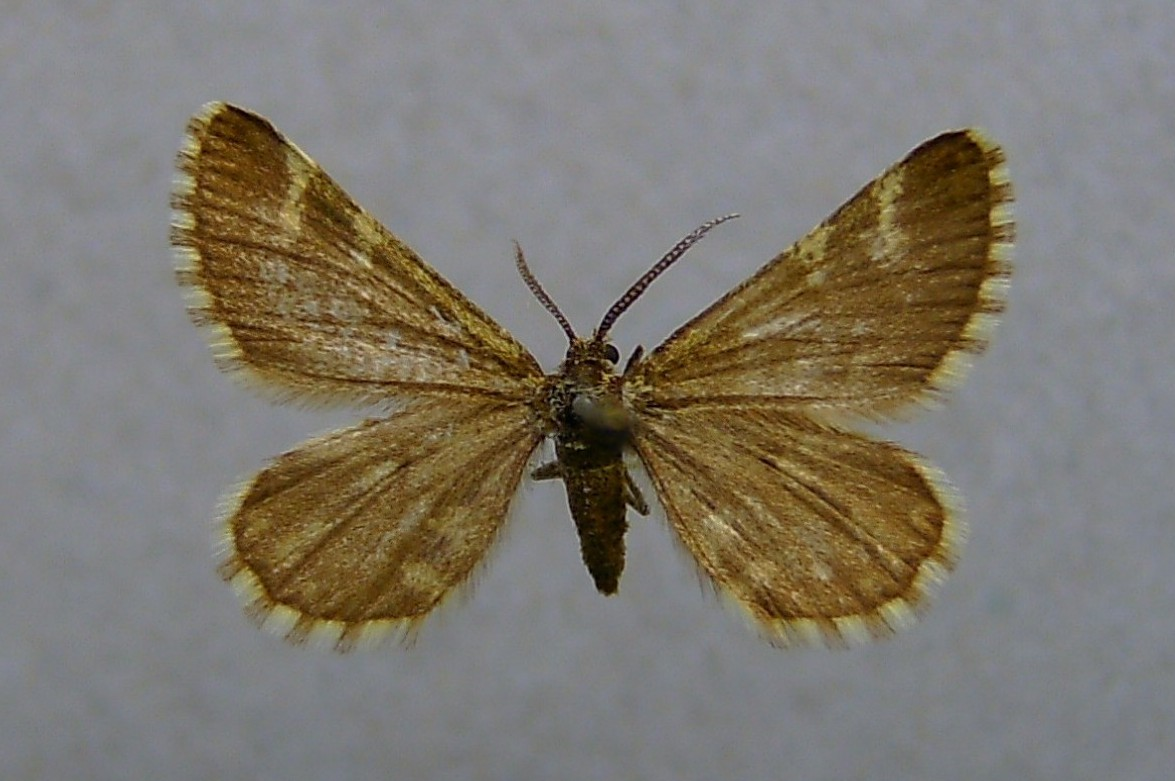